# Mamakating Park Historic District

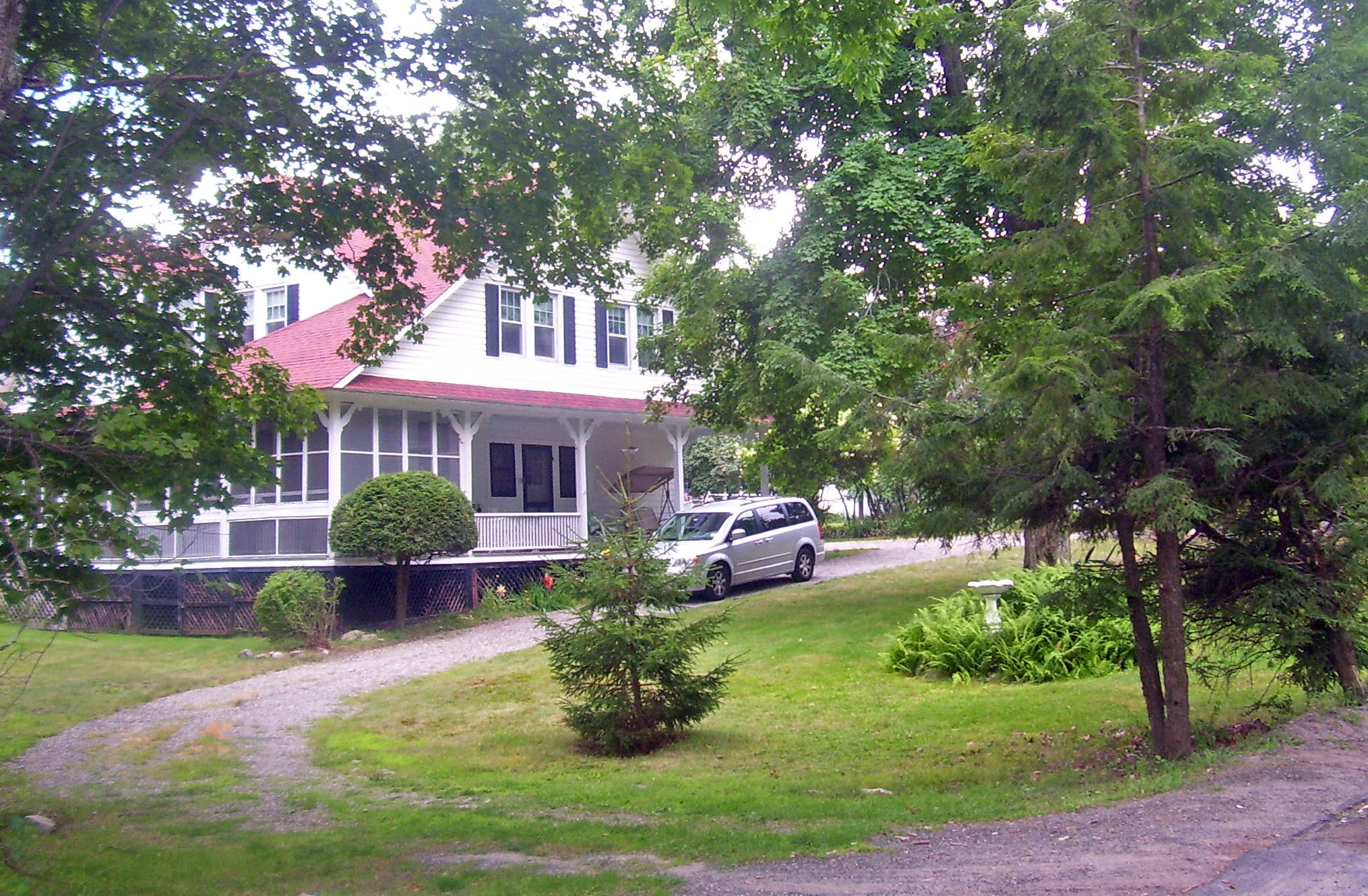
Haus an der Park Road, 2008

Der Mamakating Park Historic District ist der Teil einer früheren Feriensiedlung auf dem höchsten Punkt des Kammes nördlich des Masten Lakes in der Stadt Mamakating, New York (Bundesstaat) und liegt in den Catskill Mountains.
Dazu gehören mehrere Dutzend Cottages, die weitgehend in den 1890er Jahren entstanden und um die Lage eines nicht mehr bestehenden Hotels angeordnet sind sowie einige Gebäude aus der Mitte des 20. Jahrhunderts. Diese Bauten zeigen die grundsätzlichen Ideen des ursprünglich viel größer angelegten Bauplanes. Mamakating Park wurde 1998 als historischer Distrikt in das National Register of Historic Places eingetragen.

## Geographie und Gebäude
Der historische Distrikt umfasst 40 Acre (16 Hektar) und die hufeisenförmige Verknüpfung von Columbian Road, Mamakating Avenue und Park Road. Das Areal ist weitgehend mit Bäumen bewachsen, wobei das im Zentrum liegende frühere Hotel den einzigen Freiraum bildet. Die Tennisplätze sind noch vorhanden. Eine kleine Erhebung am südlichen Ende des Distrikts erreicht eine Höhe von 503 m und ist der höchste Punkt innerhalb der Stadt Mamakating.
Der Distrikt umfasst 48 Gebäude, von denen mit Ausnahme von drei aus der Zeit stammen, in der die Siedlung ursprünglich angelegt wurde. Diese Bauwerke gelten wegen ihres historischen Charakters als beitragend. Die Stätte des früheren Hotels und einige dazugehörigen Gebäude, wie etwa eine Kapelle und das Kasino sind ebenfalls beitragend. Von der ursprünglichen Landschaftsgestaltung ist einiges erhalten.
Die meisten der Häuser sind in Holzständerbauweise errichtet, wobei der Baustil typisch ist für das ausgehende 19. Jahrhundert, etwa im Shingle Style, wie das frühere Hotel. Sie weisen einige Merkmale der viktorianischen Architektur auf, etwa ausgedehnte Veranden, Kreuzgiebel und die eklektische Verwendung von decorativen Elementen.

## Ästhetik
Der Plan für Mamakating Park wurde von William Henry Baldwin, einem Ingenieur aus Yonkers angelegt. Er war dabei vielleicht von Tuxedo Park, der ersten Gated Community in den Vereinigten Staaten im benachbarten Orange County inspiriert. Der Plan umfasste einige gewundene Straßen, die nach Themen aus dem Wald benannt waren, etwa Fox Trail oder die nicht gebaute Maplewood Lane, folgte aber sonst eher einem Gitterraster, das typisch war für Camp Meetings in der Natur aus jener Zeit. Dabei gruppieren sich die Häuser um Bauwerke gemeinschaftlicher Funktion, im Gegensatz zu den gewundenen Straßen wie in Tuxedo Park und ähnlichen Siedlungen.
Wie viele andere Feriensiedlungen in den Bergen wurde die Lage der Häuser so angeordnet, dass sie die Vorteile ihrer Lage Like ausnutzten. Das Raster erstreckte sich nordwärts und südwärts entlang eines Rückens, sodass viele Häuser nahe an der Straße erbaut werden mussten, weil das Gelände stark abfällt. So entstand die Aussicht in Richtung der Shawangunk Ridge über Wurtsboro hinweg oder hin zu den Catskill Mountains im Norden und Westen.

## Geschichte
Die Anfänge von Mamakating Park liegen im Sullivan County Club, einer Gruppe New Yorker Geschäftsleute, die hier einen ähnlichen Ferienort errichten wollten wie Elka Park und Onteora Park im Greene County, allerdings kleiner angelegt. Den größten Teil des 19. Jahrhunderts war der Masten Lake im Süden im Eigentum der Delaware and Hudson Canal Company und wurde als Wasserspeicher für den Kanal genutzt. Als die Eisenbahnen aufkamen, ging der Verkehr auf dem Kanal zurück und der See wurde zu einem Ziel für Ausflügler und Sommerurlauber aus der Großstadt, die hierher kamen, um die frische Luft zu genießen.
Der County Club kaufte 1893 von einer Familie aus Yonkers 4600 Acre (etwa 1850 Hektar) Land, das den See und den Bergrücken nördlich davon einschloss, um darauf eine Siedlung mit Sommerhäuschen zu errichten, die ein großes Hotel umgeben sollten. Die damalige Verlängerung der Orange & Western Railroad in das Sullivan County machte das Gebiet für Städter aus New York City innerhalb durch eine Tagesreise erreichbar. Nach der Aufteilung des Landes in 2000 m² große Parzellen im Jahr darauf begann man diese zu einem Preis von 100 US-Dollar (1894) anzubieten. Da die Nachfrage groß war, hob man den Preis schon bald auf 125 US-Dollar (1894) an.
Als 359 Parzellen verkauft waren, beauftragte der Club das New Yorker Architekturbüro Delhi & Lawrence mit der Anfertigung der Entwürfe für das Hotel. Der Bau einer Standseilbahn von Wurtsboro herauf wurde erwogen, um die Anreise zu erleichtern. Die verspäteten ökonomischen Folgen der Panik von 1893 führten jedoch dazu, dass diese Pläne fallen gelassen wurden. Zu diesem Zeitpunkt waren das Hotel und etwa 20 Häuser auf nahegelegenen Parzellen fertiggestellt.
Nach der Zwangsvollstreckung über das Vermögen des Sullivan County Clubs gelangte das Hotel und die nicht verkauften Parzellen 1902 in die Hände einer neuen Gruppe von Investoren mit dem Namen Mamakating Park Company. Das Unternehmen bewarb die Feriensiedlung aggressiv in den New Yorker Zeitungen. Das Aufkommen des Automobilverkehrs führte dazu, dass den Cottages schon bald Garagen hinzugefügt wurden. Der Erfolg erlaubt es dem Unternehmen, 1913 Anzeigen zu schalten, nach denen „temperance priniciples will be adhered to“ und dass die Anwesenheit von Tuberkulose-Patienten untersagt sei.
Die Weltwirtschaftskrise führte in den 1930er Jahren dazu, dass die Mamakating Park Company das Hotel und die anderen Objekte an verschiedene Betreiber vermieten musste. Gegen Ende des Jahrzehntes begannen jüdische Amerikaner in die Siedlung zu ziehen, was zum Auszug anderer führte. Dies beeinflusste den Bau des Kasinos, eines Friseurladens und einigen weiteren Gebäuden im Hotelkomplex und bewirkte nach dem Zweiten Weltkrieg die Gründung der Mamakating Park Property Owners Civic Association.
Das Hotel wurde in den 1950er Jahren schließlich geschlossen. Ein Ferienlager-Betreiber kaufte das Anwesen und nutzte die Gebäude. Das Hotel selbst wurde in den 1970er Jahren durch ein Feuer zerstört. Auf den noch unbebauten Grundstücken wurden in den 1980er Jahren einige Häuser errichtet und Ende der 1990er Jahre begann der Betreiber mit der Rekonstruktion einiger der früheren Bauwerke.